# Selkirk RFC
Der Selkirk Rugby Football Club ist ein Rugby-Union-Verein, der in der Scottish National League Division One spielt. Er ist in den Scottish Borders in Selkirk beheimatet.
Bereits 1877 wurde über ein Spiel einer Mannschaft aus Selkirk berichtet. Die offizielle Gründung des Vereins erfolgte 1907. In der Saison 1952/53 gewann Selkirk sowohl die Border League als auch die inoffizielle gesamtschottische Meisterschaft. Zuvor hatte der Verein 1935 und 1938 bereits zweimal die Border League gewonnen. Im Jahr 2008 stieg man wieder in die erste Liga auf.
Insgesamt gingen zwölf schottische Nationalspieler aus dem Verein hervor, darunter auch vier British and Irish Lions.

## Bekannte ehemalige Spieler
| - Willie Bryce - Ronnie Cowan - Gordon Hunter - Jim Inglis - Jock King - Gregor Mackenzie | - Graham Marshall - Scott Nichol - Iain Paxton - John Rutherford - Iwan Tukalo - Jack Waters |